# Giveon

Firma di Giveon

Giveon Dezmann Evans, noto semplicemente come Giveon (Long Beach, 21 febbraio 1995), è un cantante statunitense.

## Biografia
Nato e cresciuto a Long Beach in California, Evans si è avvicinato al mondo della musica fin da bambino, incoraggiato anche dalla madre. Diplomatosi alla Long Beach Polytechnic High School, ha iniziato a seguire un programma musicale educativo presso il Grammy Museum, dove ha avuto l'occasione di conoscere le opere di Frank Sinatra, diventata poi la sua massima ispirazione artistica.
Il suo singolo di debutto, Garden Kisses, è stato pubblicato in maniera indipendente nell'agosto 2018. Nel novembre 2019 ha pubblicato Like I Want You, per poi partecipare come artista di supporto al Ugh, A Mini Tour Again di Snoh Aalegra. Il 27 marzo 2020 ha messo in commercio sotto la Epic Records il suo EP di debutto Take Time, che è arrivato 35º nella Billboard 200 e 4º nelle classifiche R&B, ricevendo anche una candidatura ai Grammy Awards 2021 come miglior album R&B. Il mese successivo ha collaborato con Drake nel brano Chicago Freestyle, che è diventata la sua prima entrata nella Billboard Hot 100 al numero 14. Il 2 ottobre ha pubblicato il suo secondo EP When It's All Said and Done, anticipato dal singolo Stuck on You.
Nel marzo 2021 ha pubblicato la raccolta When It's All Said and Done... Take Time, che include i brani inseriti nei precedenti due EP. Tale compilation ha esordito al 5º posto della Billboard 200 con 2 000 copie vendute, divenendo la prima top ten del cantante nella classifica. Nello stesso mese collabora con Justin Bieber e Daniel Caesar nel singolo Peaches, che ha esordito al primo posto della Hot 100 statunitense, divenendo la sua prima numero uno in madrepatria. In contemporanea il suo singolo del 2020 Heartbreak Anniversary, contenuto in Take Time, riscopre popolarità su TikTok, raggiungendo il 2º posto in Nuova Zelanda, il 12º in Australia e il 16º negli Stati Uniti.
Il 24 giugno 2022 l'artista ha reso disponibile il suo album di debutto Give or Take, anticipato dai singoli For Tonight e Lie Again.

## Discografia

### Album in studio
- 2022 – Give or Take
- 2025 – Beloved

### EP
- 2020 – Take Time
- 2020 – When It's All Said and Done

### Raccolte
- 2021 – When It's All Said and Done... Take Time

### Singoli
- 2018 – Garden Kisses
- 2018 – Fields
- 2019 – Like I Want You
- 2020 – Heartbreak Anniversary
- 2020 – Stuck on You
- 2021 – For Tonight
- 2022 – Lie Again
- 2022 – Lost Me
- 2023 – The First Noel
- 2025 – Twenties

### Collaborazioni
- 2020 – Chicago Freestyle (Drake feat. Giveon)
- 2021 – Peaches (Justin Bieber feat. Daniel Caesar & Giveon)
- 2025 – Are You Even Real (Teddy Swims feat. Giveon)

## Tournée
- 2021 – Timeless Tour
- 2022/23 – Give or Take Tour

## Riconoscimenti
- American Music Awards
  - 2021 – Candidatura all'Artista rivelazione dell'anno[16]
  - 2021 – Candidatura alla Collaborazione dell'anno per Peaches[16]
  - 2021 – Candidatura all'Artista R&B maschile preferito[16]
  - 2021 – Candidatura all'Album R&B preferito per When It's All Said and Done... Take Time[16]
  - 2021 – Candidatura alla Canzone R&B preferita per Heartbreak Anniversary[16]

- BET Awards
  - 2021 – Candidatura al Miglior artista R&B/pop maschile[17]
  - 2021 – Candidatura al Miglior nuovo artista[17]
  - 2022 – Candidatura al Miglior artista R&B/pop maschile[18]

- Billboard Music Awards
  - 2022 – Candidatura al Miglior nuovo artista[19]
  - 2022 – Candidatura al Miglior artista R&B[19]
  - 2022 – Candidatura al Miglior artista R&B maschile[19]
  - 2022 – Candidatura al Miglior album R&B per When It's All Said and Done... Take Time[19]
  - 2022 – Candidatura alla Miglior collaborazione per Peaches[19]
  - 2022 – Candidatura alla Miglior canzone R&B per Heartbreak Anniversary[19]
  - 2022 – Candidatura alla Miglior canzone R&B per Peaches[19]

- BreakTudo Awards
  - 2021 – Candidatura alla Rivelazione internazionale[20]

- E! People's Choice Awards
  - 2021 – Candidatura all'Artista rivelazione del 2021[21]
  - 2021 – Candidatura alla Canzone del 2021 per Peaches[21]
  - 2021 – Candidatura al Video musicale del 2021 per Peaches[21]
  - 2021 – Candidatura alla Collaborazione del 2021 per Peaches[21]

- Grammy Awards
  - 2021 – Candidatura al Miglior album R&B per Take Time[6]
  - 2022 – Candidatura alla Registrazione dell'anno per Peaches[22]
  - 2022 – Candidatura alla Canzone dell'anno per Peaches[22]
  - 2022 – Candidatura al Miglior videoclip per Peaches[22]
  - 2022 – Candidatura alla Miglior interpretazione R&B per Peaches[22]
  - 2022 – Candidatura alla Miglior canzone R&B per Heartbreak Anniversary[22]

- iHeartRadio Music Awards
  - 2022 – Candidatura alla Canzone dell'anno per Peaches[23]
  - 2022 – Candidatura alla Miglior collaborazione per Peaches[23]
  - 2022 – Candidatura al Miglior nuovo artista pop[23]
  - 2022 – Candidatura alla Canzone R&B dell'anno per Heartbreak Anniversary[23]
  - 2022 – Candidatura all'Artista R&B dell'anno[23]
  - 2022 – Miglior nuovo artista R&B[24]
  - 2022 – Candidatura al Miglior video musicale per Peaches[23]

- MTV Europe Music Awards
  - 2021 – Candidatura alla Miglior canzone per Peaches[25]
  - 2021 – Candidatura al Miglior video per Peaches[25]
  - 2021 – Candidatura al Miglior artista rivelazione[25]

- MTV Millennial Awards
  - 2021 – Candidatura alla Hit globale per Peaches[26]

- MTV Video Music Awards
  - 2021 – Candidatura al Miglior artista esordiente[27]
  - 2021 – Candidatura alla Miglior collaborazione per Peaches[27]
  - 2021 – Miglior video pop per Peaches[27]
  - 2021 – Candidatura al Miglior video R&B per Heartbreak Anniversary[27]
  - 2021 – Candidatura alla Canzone dell'estate per Heartbreak Anniversary[27]
  - 2021 – Candidatura alla Canzone dell'estate per Peaches[27]

- NAACP Image Awards
  - 2022 – Candidatura al Miglior album per When It's All Said and Done... Take Time[28]
  - 2022 – Candidatura al Miglior artista maschile per Heartbreak Anniversary[28]

- NRJ Music Awards
  - 2021 – Candidatura alla Canzone internazionale dell'anno per Peaches[29]

- Prêmios MTV MIAW
  - 2021 – Candidatura alla Hit globale per Peaches[30]

- Soul Train Music Awards
  - 2021 – Candidatura all'Album dell'anno per When It's All Said and Done... Take Time[31]
  - 2021 – Miglior artista R&B/soul maschile[32]